# 박정열
박정열(朴正烈, 1961년 6월 2일~2024년 6월 3일)은 대한민국 제10·11대 경상남도의회 의원이다.
2024년 공직선거법 위반 혐의로 구속 수감 중 뇌출혈 증상을 보여 쓰러졌고, 병원 치료를 받던 중 사망하였다.

## 학력
- 선진초등학교
- 용남중학교
- 대입 검정고시(용남고등학교 중퇴)
- 한국국제대학교 사회복지학부 졸업
- 경남대학교 행정대학원 졸업(행정학 석사)
- 경남대학교 정치외교학과 박사과정 수료

## 경력
- 경상남도 학교 운영위원회 수석부회장
- 사천시 학교 운영위원협의회 회장
- 사천사랑회 초대회장
- 사천 향교청년회 초대회장
- 국제라이온스 355-E-지구, 사천지역 위원장
- 사천세계타악축제 기획위원장
- 사천시체육회 이사
- 사천시재향군인회 이사
- 사천시지역발전위원회 위원
- 사천장애인복지관 운영위원
- 사천팔각회 이사
- 사천자유총연맹 위원
- 사천참여연대 상임위원
- 사천문화원 정회원
- (사)한국노인협회 경남자문위원
- 남강댐수위상승반대 제정위원장
- 정초녀산단 반대추진위 부위원장
- 한나라당 경상남도당 부위원장
- 사천선진성라이온스 회장
- 코끼리크레인 대표
- 신상개발(주)/E.V종합중기(주) 대표이사
- 새누리당 경상남도당 부위원장
- 2014년 7월 1일~2018년 6월 30일: 제10대 경상남도의회 의원
- 2018년 7월 1일~2022년 3월 17일: 제11대 경상남도의회 의원
- 2022년 10월 28일 : 중소벤처기업진흥공단 상임감사

## 저서
- 박정열의 열정시대

## 역대 선거 결과
|  | 41.57% |

|  | 57.79% |

|  | 46.78% |